# Pentacladocerus araraticus
Pentacladocerus araraticus är en stekelart som först beskrevs av Trjapitzin 1962.  Pentacladocerus araraticus ingår i släktet Pentacladocerus och familjen sköldlussteklar. Inga underarter finns listade i Catalogue of Life.